# Halle Cioffi
Halle Cioffi (5 agosto 1969) è un'ex tennista statunitense.

## Biografia
Italoamericana conosciuta anche come Halle Carroll in seguito al matrimonio, nel 1987 ha vinto in singolare un titolo WTA, il torneo di Indianapolis, battendo in finale la connazionale Anne Smith. Ha riportato un successo anche in doppio, nel 1992, insieme all'argentina María José Gaidano, quando le due si sono aggiudicate il torneo di Palermo.
In singolare si è issata alla posizione numero 31 del ranking mondiale, mentre nel doppio alla numero 95.